# Pliciloricus dubius
Pliciloricus dubius är en djurart som beskrevs av Higgins och Kristensen 1986. Pliciloricus dubius ingår i släktet Pliciloricus, och familjen Pliciloricidae. Inga underarter finns listade i Catalogue of Life.